# Métagame
Le metagame (ou métagame, parfois traduit en « méta-jeu »), hypergame, ou jeu dans le jeu, est une approche stratégique ou une compréhension du jeu qui transcende des règles ou mécanismes prescrits par les concepteurs. Le métagame est le produit de l'expérience des joueurs et se développe indépendamment des intentions des développeurs.
En game design, il fait référence à l'ensemble des règles non explicitées pour atteindre le but du jeu ; par exemple, les stratégies gagnantes/perdantes ou pratiques sociales à adopter/éviter entre joueurs. Un des aspects du métier de concepteur de jeux est de définir une partie du méta-jeu, mais une partie est toujours indépendante de leur volonté, qui varie généralement au cours du temps et qui mène parfois à l'apparition de gameplay émergents.
En général, le méta-jeu implique l'utilisation d'informations ou de connaissances externes au jeu pour influencer les prises de décision dans le jeu. Cela peut inclure des stratégies, des tactiques, des prédictions sur le comportement des autres joueurs, des connaissances des forces et des faiblesses des différents personnages ou encore des discussions communautaires sur les meilleures approches.
Il peut également faire référence à un sous-jeu dans un jeu, où des règles sont créées ou modifiées arbitrairement en dehors des mécaniques de jeu.

## Dans les jeux
Le métagame évolue souvent au fil du temps : les joueurs découvrent de nouvelles techniques, explorent différentes combinaisons de personnages ou d'éléments de jeu, et partagent leurs expériences et leurs connaissances avec la communauté des joueurs. Il peut influencer la manière dont les joueurs construisent leurs équipes, prennent des décisions stratégiques, ou interagissent avec d'autres joueurs.
- Dans les MMORPG, le metagame est l'ensemble de toutes les combinaisons (équipements/techniques/équipes de personnages…) qui ne sont pas prescrites par la règle du jeu et qui résultent donc d'observations empiriques des joueurs. Ainsi, le metagame d'une classe de personnage peut varier en fonction du metagame des autres classes, notamment en cas de rééquilibrage. Il en est de même pour les TCG de type Magic: the Gathering ou Yu-Gi-Oh! : on parle de metagame pour désigner à la fois la composition du deck d'un joueur et les stratégies auxquelles il a recours, qui résultent notamment de son expérience du jeu adverse. Dans Pokémon, le metagame va regrouper les Pokémon par utilisation des joueurs et par leur fréquence d'utilisation, on parle aussi de metagame pour désigner toutes les combinaisons d'attaques, de statistiques et d'objets attribués au Pokémon.
- Dans un RTS comme StarCraft, le terme de metagame est employé de diverses manières. Lorsqu'on parle du « metagame actuel », on fait référence à l'ensemble des stratégies couramment employées au moment où on s'exprime. Ces stratégies ne représentent qu'un sous-ensemble de toutes les stratégies possibles, et l'état du metagame évolue selon des facteurs aussi variés que les effets de mode, des patchs, etc. En parlant d'une partie spécifique, « metagame » est parfois utilisé comme un synonyme de « brain », c'est-à-dire l'art de feinter son adversaire en lui révélant de fausses informations. C'est souvent quand un jeu de ping-pong entre deux adversaires particulièrement versés dans le brain s'installe qu'on parlera de metagame.
- Dans les jeux de rôle sur table, metagame comprend les actions qu'entreprennent les joueurs en tenant compte de paramètres que le personnage qu'ils jouent n'est pas censé connaître. Ce metagame est souvent considéré comme de la triche. Par exemple, si un joueur cherche à connaître les goûts du meneur de jeu pour prévoir ses décisions.
- Dans les MOBA, les joueurs modifient le metagame en fonction de la part d’utilisation par partie de divers personnages ou objets selon leurs forces (résultant de l’équilibrage) et de leurs popularité et autres.